# Reinhart von Lucius
Reinhart von Lucius (* 8. September 1906 in Weißensee (Thüringen); † 20. November 1996 in Bonn-Bad Godesberg) war ein deutscher Diplomat.

## Leben
Reinhart von Lucius war Sohn von Otto Freiherr Lucius von Ballhausen. Er studierte an der Ruprecht-Karls-Universität Heidelberg Rechtswissenschaft und Volkswirtschaft. 1926 wurde er im Corps Saxo-Borussia Heidelberg recipiert. Als Inaktiver wechselte er an die Ludwig-Maximilians-Universität München und die Schlesische Friedrich-Wilhelms-Universität Breslau. Nach dem juristischen Vorbereitungsdienst ging er 1936 als Syndikus zur Westfälisch-Anhaltischen Sprengstoff-Actien-Gesellschaft. Er besaß das Rittergut Stödten und war Teileigentümer des Ritterguts Wolkramshausen. In Berlin war er 1945–1947 und 1948–1952 als Rechtsanwalt, 1947/48 als Richter im Angestelltenverhältnis tätig. Seine Berliner Briefe (1943–1948) machten ihn zu einer Person der Zeitgeschichte.
Seit 1952 Angestellter im Auswärtigen Amt, kam er an die Gesandtschaft und spätere Deutsche Botschaft Oslo. Dort wurde er 1954 in das Beamtenverhältnis berufen. 1957–1963 war er wieder im Auswärtigen Amt. In seiner Zeit als Leiter des Referats für Deutsche Auslandsschulen (1957–1960) wurden die Europäischen Schulen gegründet. Danach leitete er das Referat für die Länder der Europäischen Freihandelsassoziation (Schweiz, Österreich, Nordeuropa). Anschließend war er bis zur Pensionierung Generalkonsul am Generalkonsulat in Kapstadt. Bundesaußenminister Klaus Kinkel schrieb ihm zum 90. Geburtstag, er habe „feinfühlig Vorbehalte und Vorurteile gegenüber dem neuen Deutschland abgebaut“ und emigrierte deutsche Juden wie den ersten Friedenspreisträger des Deutschen Buchhandels Max Tau wieder an Deutschland herangeführt. Beigesetzt wurde er wie seine Frau Dagmar geb. v. Schack im Familiengrab an der Kirchenwand von St. Vitus (Großballhausen). Neben ihm ruht sein Großvater, der Bismarck-Vertraute Robert Frhr. Lucius von Ballhausen. Reinhart von Lucius hinterließ die Tochter Gudrun (* 1943) und die Söhne Johann-Adrian von Lucius (* 1947) und Robert von Lucius (* 1949).

## Berliner Briefe
- „Keine Illusionen irgendwelcher Art ...“ – Briefe [von Reinhart v. Lucius] aus Berlin 1943 bis 1948, postum, Hrsg. Robert von Lucius, Mitteldeutscher Verlag, Halle 2020, ISBN 978-3-96311-377-2.

## Ehrungen
- Verdienstorden der Bundesrepublik Deutschland, Bundesverdienstkreuz 1. Klasse (1968)
- Kommandeur des Sankt-Olav-Ordens
- Silbernes Ehrenzeichen für Verdienste um die Republik Österreich (1952)
- Ehrenmitglied des Corps Saxo-Borussia (1980)[3]